# Heinz Peter Volkert
Heinz Peter Volkert (* 22. Oktober 1933 in Koblenz; † 23. April 2013 ebenda) war ein deutscher Politiker (CDU).

## Leben
Heinz Peter Volkerts Eltern waren Tanzlehrer und Inhaber der Tanzschule Volkert in Koblenz. Nach dem Abitur an einem humanistischen Gymnasium studierte er von 1953 bis 1958 Rechtswissenschaft, Romanistik und Geschichte an den Universitäten Bonn, Freiburg, Mainz und Aix-en-Provence. 1961 absolvierte er ein postgraduales Studium an der Verwaltungshochschule Speyer und der Universität Luxemburg. Nach dem ersten und zweiten Staatsexamen (1958, 1963) wurde er 1963 an der Johannes Gutenberg-Universität Mainz mit einer Arbeit über die Präsidentschaft der V. Republik Frankreichs zum Dr. jur. utr. promoviert. Zunächst war er Wissenschaftlicher Assistent für Arbeitsrecht an der Rheinischen Friedrich-Wilhelms-Universität Bonn, trat aber 1963 in den höheren Verwaltungsdienst beim Bundesamt für Wehrtechnik und Beschaffung ein.
Von 1975 bis 1996 war er Mitglied des rheinland-pfälzischen Landtages. Er war von 1979 bis 1985 stellvertretender Vorsitzender der CDU-Landtagsfraktion mit Zuständigkeit für Kultur, Landwirtschaft, Recht und Soziales.
Von 1985 bis 1991 war er Präsident des Landtages Rheinland-Pfalz.
Neben verschiedenen anderen Positionen war er Vorsitzender des Landeskuratoriums Unteilbares Deutschland (1985–1991) und 1990 Präsident des IPR (Interregionaler Parlamentarierrat Lothringen-Luxemburg-Wallonie-Saarland-Rheinland-Pfalz). Von 1991 bis 1996 war Volkert Landtagsvizepräsident und Mitglied des ständigen Ausschusses des IPR. Von 1992 bis 1998 war er Mitglied des Verfassungsenquete-Ausschusses des Landtages Rheinland-Pfalz.
Volkert war seit 1996 Lehrbeauftragter an der Universität Koblenz-Landau.
Heinz Peter Volkert war seit 1955 Mitglied der katholischen Studentenverbindung K.D.St.V. Rhenania-Moguntia Mainz im CV. Er war Neffe des rheinland-pfälzischen Ministerpräsidenten Peter Altmeier.
Heinz Peter Volkert starb am 22. April 2013 im Alter von 79 Jahren unerwartet; im Anschluss an den Trauergottesdienst in der Basilika St. Kastor in Koblenz wurde er am 30. April 2013 auf dem Hauptfriedhof in Koblenz beigesetzt. Volkert war verheiratet und hatte einen Sohn. Seine Frau Irmel Volkert, geborene Alken, starb am 9. Januar 2020; sie wurde 80 Jahre alt.

## Ehrungen und Auszeichnungen
- Bundesverdienstkreuz am Bande (1983)
- Großes Bundesverdienstkreuz der Bundesrepublik Deutschland (1987)
- Großes Bundesverdienstkreuz mit Stern der Bundesrepublik Deutschland (1999)
- Leibniz-Medaille der Akademie der Wissenschaften und der Literatur Mainz
- Officier dans l’Ordre National des Chevaliers de la Légion d’Honneur (Ehrenlegion)
- Officier dans l’Ordre des Chevaliers des Palmes Académiques (Ordre des Palmes Académiques)

## Schriften
- Landesparlamentarismus im Prozess der europäischen Einigung. In: Detlef Merten (Hrsg.): Föderalismus und Europäische Gemeinschaften unter besonderer Berücksichtigung von Umwelt und Gesundheit, Kultur und Bildung. Duncker und Humblot, Berlin 1990, S. 251–261.
- Zwischen Hambach und Leipzig – 9 Reden zur Deutschen Einheit 1985–1990. Kuratorium Unteilbares Deutschland, Landesverband Rheinland-Pfalz (Hrsg.), Mainz 1990, S. 48–53.
- Kaiser Wilhelm I. Sein Denkmal am Deutschen Eck im 2000jährigen Koblenz – Eine Untersuchung der weltanschaulichen und städtebaulichen Grundlagen des Denkmalbaus. Görres-Verlag, Koblenz 1991, 3. überarbeitete und erweiterte Auflage 1998, 92 S.
- Visionen im politischen Alltag. In: Bernhard Nacke (Hrsg.): Visionen für Gesellschaft und Christentum. Teilband 1: Wodurch Gesellschaft sich entwickeln kann. Echter Verlag, Würzburg 2001.